# Liste der Biografien/Schiz
Liste der Biografien |
Portal Biografien |
Personensuche
# |
A |
B |
C |
D |
E |
F |
G |
H |
I |
J |
K |
L |
M |
N |
O |
P |
Q |
R |
S |
T |
U |
V |
W |
X |
Y |
Z |
?
 
Sa |
Sb |
Sc |
Sd |
Se |
Sf |
Sg |
Sh |
Si |
Sj |
Sk |
Sl |
Sm |
Sn |
So |
Sp |
Sq |
Sr |
Ss |
St |
Su |
Sv |
Sw |
Sy |
Sz
 
Sca–Sce |
Sch |
Sci–Scz
 
Scha |
Schc |
Schd |
Sche |
Schg |
Schi |
Schj |
Schk |
Schl |
Schm |
Schn |
Scho |
Schp |
Schr |
Schs |
Scht |
Schu |
Schv |
Schw |
Schy
 
Schia |
Schib |
Schic |
Schid |
Schie |
Schif |
Schig |
Schih |
Schij |
Schik |
Schil |
Schim |
Schin |
Schio |
Schip |
Schir |
Schis |
Schit |
Schiu |
Schiv |
Schiw |
Schiz
Die Liste der Biografien führt alle Personen auf, die in der deutschsprachigen Wikipedia einen Artikel haben. Dieses ist eine Teilliste mit einem Eintrag einer Person, deren Namen mit den Buchstaben „Schiz“ beginnt.

## Schiz

### Schiza
- Schizas, Madeline (* 2003), kanadische EiskunstläuferinMadeline Schizas (* 2003)

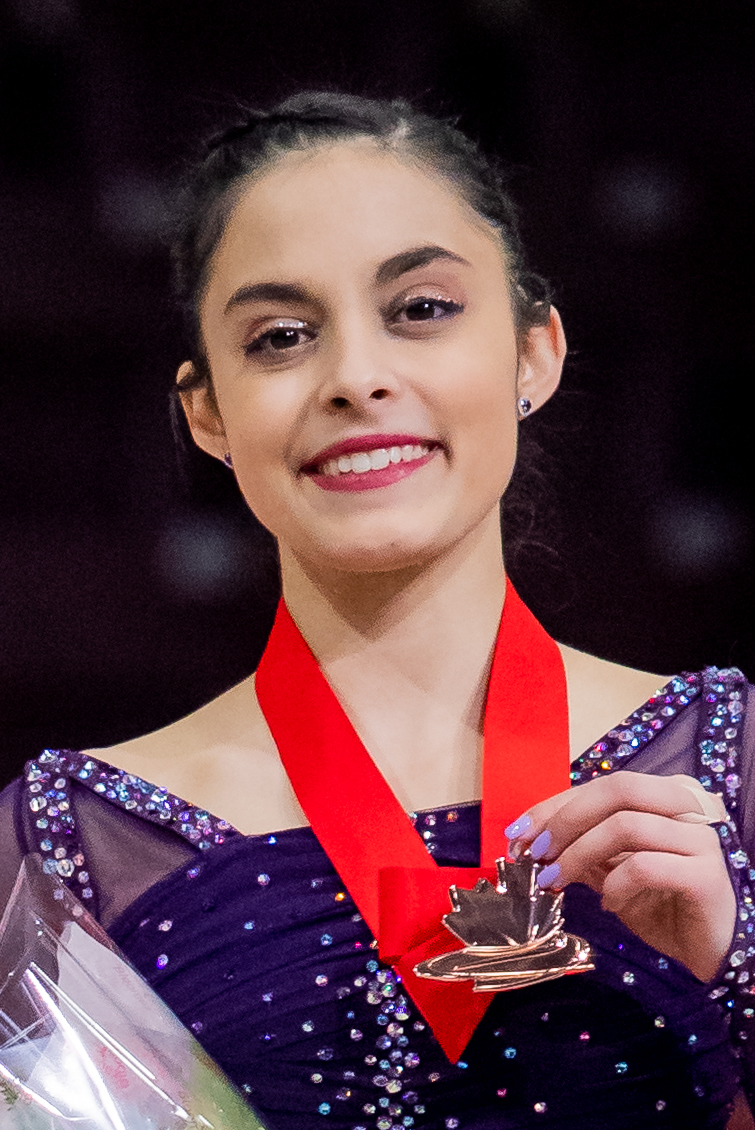
Madeline Schizas (* 2003)